# LG G7 ThinQ
LG G7 ThinQ o semplicemente LG G7 è uno smartphone Android di LG Electronics, presentato a New York il 2 maggio 2018, fa parte della linea di LG ThinQ ed è il successore dell'LG G6.

## Hardware
L'LG G7 ThinQ ha un design in metallo con un supporto in vetro nella parte posteriore, ed è classificato IP68 per resistenza all'acqua e alla polvere.
È disponibile nelle colorazioni: "Aurora Black" (nero), "Platinum Grey" (grigio), "Moroccan Blue" (blu), "Moroccan Blue "matte"" (blu opaco) e "Raspberry Rose" (rosa).
È dotato di un display LCD IPS FullVision 1440p, con una dimensione diagonale di 6,1 pollici. Esso utilizza un rapporto 19:9, superiore al 18:9 utilizzati dalla maggior parte degli smartphone, come il Samsung Galaxy S9.
Possiede una CPU Qualcomm Snapdragon 845, 4 GB di RAM e 64 GB di memoria interna, espandibile tramite scheda SD. Supporta la ricarica wireless e la Qualcomm Quick Charge 4.
Inoltre, esso è dotato di un pulsante sul lato sinistro, simile al pulsante Bixby di Samsung, il quale avvia Google Assistant.

## Software
Originalmente, il G7 ThinQ aveva come sistema operativo Android 8.0 Oreo e la skin UX di LG.
Il 29 giugno 2018, un aggiornamento software ha introdotto la registrazione video in 4K a 60 FPS.
Nel 2019, LG ha rilasciato un aggiornamento per Android 9.0 Pie.
Nell'estate del 2020, l'LG G7 ThinQ ha ricevuto il suo ultimo Major Update: Android 10.

## Fotocamera
il G7 ThinQ possiede tre fotocamere, due posteriori ed una anteriore; il comparto della fotocamera posteriore ha una doppia configurazione, con un obiettivo primario e un obiettivo grandangolare, entrambi da 16 MP; mentre la fotocamera anteriore è da 8 MP.

## Batteria
La batteria del G7 ThinQ è da 3.000 mAh (non removibile).

## Varianti

### LG G7 One
L'LG G7 One è il primo smartphone di LG ad esser entrato nel programma "Android One" di Google, il che significa che esso è basato su una versione "stock" di Android, ovvero senza personalizzazioni, né software aggiuntivi, oltre a quelli inseriti dalla stessa Google.
Inoltre, il fatto che esso possieda la versione non personalizzata di Android, ha permesso all'LG G7 One di ricevere gli aggiornamenti software prima di tutti gli altri smartphone con una versione personalizzata di Android.
A differenza dell'LG G7 ThinQ, questa variante adotta il processore Snapdragon 835, 4GB di RAM (esattamente come l'LG G7 ThinQ), e 32GB di memoria interna, espandibile mediante una micro SD.
L'LG G7 One possiede una sola fotocamera posteriore da 16MP, e quella frontale è da 8MP.
Esattamente come l'LG G7 ThinQ, anche questa variante possiede lo stesso tipo di interfaccia USB-C, l'NFC e il supporto Quick Charge 3.0 di Qualcomm.

### LG G7 Fit
L'LG G7 Fit, (denominato LG Q9 per il mercato coreano), è la versione più economica del ThinQ e adotta il processore Snapdragon 821, ovvero il processore di fascia alta del 2016 di Qualcomm.
Questa variante è disponibile con 32 o 64GB di memoria interna.
Esattamente come l'LG G7 ThinQ, anche questa variante possiede lo stesso tipo di interfaccia USB-C, l'NFC e il supporto Quick Charge 3.0 di Qualcomm.